# Kalkovens Huizen
De Kalkovens Huizen of Huizer kalkovens waren in gebruik van 1918 tot medio jaren 70. De kalkovens zijn behouden en maken deel uit van een feest- en trouwlocatie.
De inwoners van Huizen voorzagen eeuwenlang in hun behoefte door landbouw. In 1854 werd de haven geopend en werd de visserij een belangrijke bron van inkomsten. De afsluiting van de Zuiderzee was een duidelijk keerpunt, de visserij liep sterk terug en de rokerijen en andere visverwerkingsbedrijven sloten de poorten. De lege gebouwen trokken nieuwe bedrijven aan.
Aan de haven werden vier kalkovens gebouwd tussen 1918 en 1920. De eerste oven in 1918, twee in 1919 en de vierde en laatste in 1920. Drie van de torens zijn 14 à 15 meter hoog en alleen de vierde steekt daar boven uit. Hier werden schelpen gebrand tot schelpkalk. Op de IJsselmeerbodem lagen voldoende schelpen, die werden opgevist en aan wal gebracht. In de kalkovens werden de schelpen met steenkool vermengd en gebrand. Het branden gebeurde in hoge, flesvormige ovens, bij een temperatuur van 900 à 1200°C. Na verloop van tijd bleef er ongebluste kalk over, die in het blushuis met water werd afgekoeld. Het eindresultaat was gebluste kalk, dat in de bouw gebruikt werd als metselspecie.
Vanaf de jaren 60 in de 20e eeuw kampte de schelpkalkindustrie met een afnemende vraag. De Huizer kalkovens zijn tot medio jaren 70 in bedrijf geweest. Daarna stapten de eigenaars, de gebroeders Vos, over op de handel in bouwmaterialen. De kalkovens stonden in de weg en omstreeks 1988 vroegen de eigenaren een sloopvergunning aan. De gemeente wilde de ovens behouden, het was niet alleen een industrieel monument, maar ook een beeldbepalend element, vooral vanaf het Gooimeer. Er volgde een aanvraag voor plaatsing op de provinciale monumentenlijst en dit verzoek werd gehonoreerd. De kalkovens werden in 1989 voorzichtig ontmanteld en de gemeente Huizen heeft de torens opgeslagen, in afwachting van een nieuwe bestemming.
Het duurde een aantal jaren voordat er plannen kwamen voor de herbouw van de ovens. De ovens werden onderdeel van een groter plan bij een restaurant en kantoor- en congresruimte. De gemeente Huizen nam een groot deel van de kosten van herbouw voor zijn rekening. In 1995 zijn de kalkovens herbouwd in het Nautisch Kwartier, een wijkje in Zuiderzeestijl op de kop van de Huizer haven. De kalkovens zijn onderdeel van een feest- en trouwlocatie.
De Huizer kalkovens zijn het enige bouwwerk in Huizen met de status van provinciaal monument.